# Гиван Тёхо
Гиван Тёхо (яп. 宜湾 朝保; 1823—1876), полное имя Сё Юко Гинован уээката Тёхо (яп. 向有恒 宜湾 親方 朝保), также известный как — рюкюский чиновник и эмиссар. Во время реставрации Мэйдзи он был сансиканом. Также известен своей поэзией в жанре вака.

## Биография
Гиван Тёхо родился в Сюри в аристократической семье и в 1835 году унаследовал от своего отца магири Гинован вместе с титулом Гинован-уээката (яп. 宜野湾親方, «владыка Гинована»). В 1875 году, когда второй сын короля, Сё Ин, получил титул «принц Гинована» (яп. 宜野湾王子 гинован о:дзи), титул Гивана был изменён на «Гиван-уээката».
Гиван Тёхо много лет занимал различные бюрократические должности и неоднократно командировал миссии в Китай и Японию. Он стал сансиканом в 1862 году и благодаря своему опыту продолжал возглавлять миссии за границей.
В 1868 году в Японии пал сёгунат Токугава, его сменило новое имперское правительство. Три года спустя произошёл инцидент, в ходе которого несколько окинавцев, потерпевших кораблекрушение на Тайване, были убиты местными жителями, перерос в споры между японским имперским правительством и правительством Китая династии Цин по поводу суверенитета или сюзеренитета над Окинавой. После переговоров в столице Рюкю Сюри с японскими представителями княжества Сацума японское правительство вызвало короля Сё Тая в Токио для дальнейшего обсуждения политического статуса Рюкю по отношению к Японии. Чтобы не подразумевать своё подчинение императору Мэйдзи, появившись перед ним лично, Сё Тай симулировал болезнь и отправил посольство от своего имени во главе со своим дядей принцем Иэ Тётёку и Гиваном Тёхо.
Послы преподнесли японцам дары, их хорошо приняли. Затем они приняли участие в различных мероприятиях, организованных Министерством иностранных дел, включая встречи с вождями айнов и участие в открытии первой железной дороги в Японии.
14 октября 1872 года послам был представлен императорский указ, в котором говорилось, что Рюкю должно было стать автономным уделом Японии, Рюкю-ханом, с Сё Таем в качестве губернатора. Хотя это событие положило конец существованию Рюкю как независимого (или полунезависимого) иностранного государства и поглощению островов японским государством, это также прекратило более чем 250-летнее подчинение Рюкю княжеству Сацума.
Гиван и другие послы вернулись домой с этой новостью, и вскоре в Токио была отправлена новая миссия для выработки деталей этого нового политического устройства, в то время как Гиван остался в Сюри.
В 1875 году Гиван вместе с рядом других министров правительства и членов королевской семьи получил миссию во главе с Мацудой Митиюки, главным секретарём министерства внутренних дел. Мацуда руководил рядом широкомасштабных политических и других реформ, связанных с присоединением Рюкю к Японии, включая создание постоянного военного гарнизона в Рюкю. Гиван подвергся общественному осуждению, как и все официальные лица, которые вели переговоры с японцами или приняли их условия, и был вынужден уйти в отставку с государственной должности.
Гиван переехал в сельскую местность, где и умер в следующем году.